# 德拉戈米尔·乔罗斯兰
德拉戈米尔·乔罗斯兰（羅馬尼亞語：Dragomir Cioroslan，1954年5月15日—），罗马尼亚男子举重运动员。他曾代表罗马尼亚参加1976年、1980年和1984年夏季奥林匹克运动会举重比赛，其中1984年奥运会获得一枚铜牌。